# Lepicerus
Lepicerus (лат.) — род мелких жуков, единственный в составе монотипического семейства Lepiceridae (Hinton, 1936). Центральная и Южная Америка. 3 вида. В ископаемом состоянии известен из бирманского янтаря.

## Описание
Мелкие жуки (около 2 мм) с плотными сильно склеротизированными покровами. Усики состоят из 4—7 члеников (последний из них конический); ротовые части скрытые; надкрылья грубо скульптированные, ребристые. Лапки 1-члениковые. Брюшко состоит из 7 видимых сегментов. Встречаются от Мексики на севере ареала до Венесуэлы и Эквадора на юге. Приурочены к песчаным местам и более или менее к краям рек. Lepicerus является сестринской группой к кладе Hydroscaphidae + Torridincolidae.
- Lepicerus bufo (Hinton, 1934)[4][5] — Мексика
  - (=Cyathocerus bufo Hinton, 1934)
- Lepicerus inaequalis Motschulsky, 1855, typus[6][7]
  - (=Cyathocerus horni Sharp, 1882)
- Lepicerus pichilingue Flowers, Shepard & Troya, 2010 — Эквадор[8]